# رود زرقا
رود زرقا رودی است که از کشور اردن می‌گذرد. این رودخانه یکی از شاخه‌های رود اردن است.